# Gatlin-Gletscher
Der Gatlin-Gletscher ist ein 11 km langer Gletscher in der antarktischen Ross Dependency. Er fließt zwischen den Cumulus Hills und dem Red Raider Rampart in die Südflanke des McGregor-Gletschers.
Das Advisory Committee on Antarctic Names benannte ihn 1966 nach dem US-amerikanischen Meteorologen Harold Oad Gatlin (* 1933), der im antarktischen Winter 1964 im Rahmen des United States Antarctic Program auf der Amundsen-Scott-Südpolstation tätig war.